# Spezia Calcio
Spezia Calcio er en fodboldklub fra byen La Spezia i regionen Ligurien i det nordvestlige Italien. Klubben spiller i sort og hvidt. Hjemmebanen er Stadio Alberto Picco.

## Historie
Spezia blev dannet under navnet Sport Club Spezia i 1906. Som hos mange andre italienske klubber blev initiativet taget af en udlænding. Hos Spezia var det schweizeren Hermann Hurni. Han flyttede dog allerede i 1908 til England for at at spille for Crystal Palace, og ledelsen blev herefter italiensk.

### De første år
Efter krigen opnåede Spezia en vis succes. I 1920'erne spillede var der endnu ingen landsdækkende liga, men man spillede med på højeste regionale niveau uden dog at kunne kvalificere sig til de nationale slutspil. I 1930 blev klubben optaget som et af de første hold i den nye, landsdækkende Serie B, hvor man blev næsten fast inventar de næste 20 år med spillere som Pasquale Farina, Giovanni Costa og Umberto Santillo på holdet. En enkelt gang var man nede og vende i Serie C, men så i det specielle krigsår 1944 oplevede man sin hidtil største triumf med sejren i Campionato Alta Italia, da den normale liga var aflyst på grund af Anden Verdenskrig.

### Det delvise mesterskab i 1944
Titlen i 1944 er speciel, da det for det første ikke var den egentlige klub Spezia, der vandt, men derimod et blandet hold af Speziaspillere og lokale brandmænd. Spezias præsident sad i koncentrationslejr i Tyskland, og mange normale strukturer i samfundet var brudt op. For det andet var det kun klubber fra den nordlige del af Italien, der deltog i turneringen, hvorfor titlen ikke tæller som et egentligt mesterskab. I den afgørende runde i juli 1944 vandt Spezia og brandmændene over Torino og Venezia.  Først i 2002 fik Spezia lov til at kalde sig "æresmestre" for sæsonen 1943/44 og smykke deres spilletrøje med det markante trikoloresymbol, der stadig ses på spillernes bryst. Den eneste uofficielle titel har således sat sig det måske tydeligste aftryk.

### 50 år i de lavere rækker og så konkurs
Fra nedrykningen til serie C i 1951 skulle der gå næsten en menneskealder, før Spezia med oprykingen til Serie B i 2006 igen blandede sig i de to øverste divisioner. I mellemtiden oplevede man dog triumfer som den legendariske kamp i 1986, hvor man med 2-2 hjemme mod Pistoiese sikerede sig oprykning til Serie C1 på udeholdets bekostning. Kampen vækker stadig minder i byen.
Tyve år senere rykkede Spezia op i Serie B, da man blev nummer et i Serie C foran storebrødrene i tvangsnedrykkede Genoa fra Liguriens hovedstad Genova. Blandt spilllerne på holdet så man angriberen Massimiliano Guidetti og midtbanespilleren Vito Grieco. Det blev dog en kort succeshistorie for Spezia, da klubben i 2008 måtte give økonomisk op, gå konkurs og starte forfra i Serie D.

### Kurs opad
Efter konkursen i 2008 blev Spezia overtaget af forretningsmanden Gabriele Volpi, der også er præsident i det ekstremt succesfulde vandpolohold Pro Recco. Med Volpi bag rattet har Spezia oplevet sin hidtil mest stabilt succesfulde tid. I 2012 rykkede man op i Serie B igen, og efter en række pæne midterplaceringer blev det i 2020, med spillere som Claudio Terzi, Simone Scuffet og M'Bala Nzola, for første gang i klubbens historie til oprykning til serie A.

## Stadion
Spezia spiller sin hjemmekampe på Stadio Alberto Picco, der ligger nede ved havnen i byens vestlige udkant for foden af bakkerne og nationalparken Cinque Terre. Stadion er opkaldt efter fodboldspilleren og soldaten Alberto Picco di Ulrico, der i årene før Første Verdenskrig spillede for Spezia. Han var klubbens første anfører og målscorer. Alberto Picco di Ulrico døde allerede i 1915 som blot 20-årig under krigen i slaget ved om bjerget Monte Nero i det nuværende Slovenien.

## Kendte spillere gennem tiden
- Claudio Terzi
- Osvaldo Motto
- Simone Scuffet
- Massimo Agostini
- M'Bala Nzola
- Goran Pandev
- Stefano Chuka Okaka
- Luciano Spalletti
- Pasquale Farina
- Giovanni Costa
- Umberto Santillo
- Roberto Bordin
- Emanuele Calaiò
- Mário Rui